# Gottfried Wälchli
Gottfried Wälchli (* 1899 in Olten; † 1960 ebenda) war ein Schweizer Lehrer, Kunsthistoriker und Biograf der jahrelang zu Leben und Werken von Martin Disteli und Frank Buchser forschte.

## Leben und Werk
Gottfried Wälchli wuchs als Sohn eines Eisenbahners mit seinem Bruder in Olten auf. Nach der Ausbildung als Primarlehrer und Studien in Dijon und Zürich wurde er als Doktor der Germanistik promoviert.
Neben seiner Tätigkeit als Lehrer an der Sekundar- und Bezirksschule und später am Progymnasium Olten arbeitete er als Forscher an Biografie und Werk der Künstler Martin Disteli und Frank Buchser. Dabei wurde Wälchli von dem Oltner Politiker Hugo Dietschi gefördert. Wälchli verkehrte mit vielen Künstlern seiner Zeit und schuf mit kunstinteressierten Industriellen und Sammlern ein Mäzenatentum für Künstler und Kunst in Olten.
Wälchli heiratete 1928 die Künstlerin Jeanne Wälchli-Roggli. Zusammen hatten sie die 1935 geborene Tochter und spätere Künstlerin und Musikerin Iseut Bersier sowie einen Sohn.

## Werke
- Paul Bodmer. Eine Monographie. Rascher Verlag, Zürich 1954.
- Buchser, Frank. In: Neue Deutsche Biographie (NDB). Band 2, Duncker & Humblot, Berlin 1955, ISBN 3-428-00183-4, S. 710 (Digitalisat).
- Frank Buchser. Mein Leben und Streben in Amerika. Begegnungen und Bekenntnisse eines Schweizer Malers. 1866–1871. Orell Füssli, Zürich/Leipzig 1942.
- Frank Buchser 1828–1890. Leben und Werk. Orell Füssli, Zürich/Leipzig 1941.
- Disteli, Martin. In: Neue Deutsche Biographie (NDB). Band 3, Duncker & Humblot, Berlin 1957, ISBN 3-428-00184-2, S. 744 (Digitalisat).
- Zu Martin Distelis hundertstem Todestag. In: Oltner Neujahrsblätter. 2. Jg., 1944, S. 6–7.